# Hicksonova kompaktna skupina
Hicksonova kompaktna skupina (Hickson Compact Group, kratica: HCG) je zbirka galaktika designiranih kako ih je objavio Paul Hickson 1982. godine.
Najslavnija skupina na Hicksonovom popisu sto objekata je HCG 92, Stephanov kvintet.

## Hicksonove kompaktne skupine
Prema Hicksonu: “Većina kompaktnih skupina sadrži visoki udio galaktika s morfološkim ili kinematičkim neobičnostima, nuklearno radijsko ili infracrveno zračenje, zvjezdorodnu ili aktivnost aktivne galaktičke jezgre (AGN). Sadrže velike količne difuznog plina i njima dinamično prevladava tamna tvar. Najvjerojatnije nastaju kao podsustavi unutar labavih asocijacija i evoluiraju gravitacijskim procesima. Snažna galaktička međudjelovanja rezultiraju i očekuje se stapanje koje će voditi ka konačnom utrnuću skupine. Kompaktne skupine su iznenađujuće brojne te bi mogle igrati signifikantnu ulogu u galaktičkoj evoluciji.”